# Simon Beaufils
Simon Beaufils (* im 20. Jahrhundert) ist ein französischer Kameramann. 

## Leben und Werk
Simon Beaufils beendete 2003 sein Filmstudium an der Fémis. Noch während der Ausbildung drehte er die beiden Kurzfilme Dremano oko (2002), Regie Vladimir Perisic, und Bis (2003), Regie Mohamed Bordji. Von 2003 bis 2008 arbeitete er als Kameraassistent u. a. für Roschdy Zem, Mehdi Charef, Jeff Celentano und Alfred Lot.
Sein erster Film als verantwortlicher Kameramann war So viele Jahre liebe ich dich von Philippe Claudel, der außer einem BAFTA 15 weitere Filmpreise gewann. 2008 war er zusammen mit Laurent Desmet Kameramann in dem Dokumentarfilm A Virus in the City. Der Debütfilm des französischen Filmemachers Cédric Venail über das Cellules-Projekt des israelischen Künstlers Absalon wurde auf mehreren Filmfestivals gezeigt.  
2016 hatte Bertrand Taverniers Episodenfilm Voyage à travers le cinéma français im französischen Fernsehen Premiere. Taverniers sehr persönliche Rückschau auf das französische Kino von den 1930er bis in die 1980er Jahre entstand unter Mitwirkung von Beaufils und Jerôme Almeras als Kameraleute. Der Film wurde 2016 in Cannes innerhalb der Reihe Cannes Classics gezeigt.
Beaufils hat in seiner Karriere bisher dreimal mit Justine Triet zusammengearbeitet. Der jüngste Film Triets, Anatomie eines Falls, der 2023 in Cannes mit der Goldenen Palme ausgezeichnet wurde, ist ihr bisher letzter gemeinsamer Film nach Victoria (2016) und Sybil (2022). Ebenfalls 2023 wurde in Cannes Julia Kowalskis Kurzfilm J’ai vu le visage du diable mit Beaufils an der Kamera gezeigt. Kowalskis Kurzfilme Crache Coeur (2015) und Chamber Music (2013), beide mit Beaufils an der Kamera, liefen ebenfalls in Cannes und anschließend auf weiteren europäischen Festivals.

## Auszeichnungen
- 2019: Greek Iris Award Best Cinematography für Still River[5]
- 2023: Goldene Kamera (Nominierung), Manaki Brothers Film Festival für Anatomie eines Falls[6]

## Filmografie (Auswahl)
- 2006: Twist – Regie: Alexia Walther, Kurzfilm
- 2008: So viele Jahre liebe ich dich (Il y a longtemps que je t’aime)
- 2009: Ordinary People – Regie: Vladimir Perišić
- 2011: Kurosawa, la voie – Regie: Catherine Cadou, Dokumentarfilm
- 2014: Drei Schwestern (Les Trois Sœurs) – Regie: Valeria Bruni Tedeschi, Fernsehfilm
- 2014: Alice und das Meer (Fidelio, l’odyssée d’Alice) – Regie: Lucie Borleteau
- 2015: Die süße Gier (Il capitale umano)
- 2016: Begegnungen nach Mitternacht (Les rencontres d’après minuit) – Regie: Yann Gonzalez
- 2016: Jeunesse – Regie: Shanti Masud, Kurzfilm
- 2016: Voyage à travers le cinéma français – Regie: Bertrand Tavernier, Dokumentarfilm,
- 2016: Victoria – Männer & andere Missgeschicke (Victoria)
- 2017: À discrétion – Regie: Vladimir Perišić
- 2018: Messer im Herz (Un couteau dans le cœur)
- 2018: Still River (Akinito potami) – Regie: Angelos Frantzis
- 2019: Sibyl – Therapie zwecklos (Sybil)
- 2020: Mein Liebhaber, der Esel & Ich (Antoinette dans les Cévennes)
- 2022: Astrakan – Regie: David Depesseville
- 2022: Bowling Saturne – Regie: Patricia Mazuy
- 2022: Atomic Summer (L’Été nucléaire)
- 2023: Anatomie eines Falls (Anatomie d’une chute)